# Surligneur

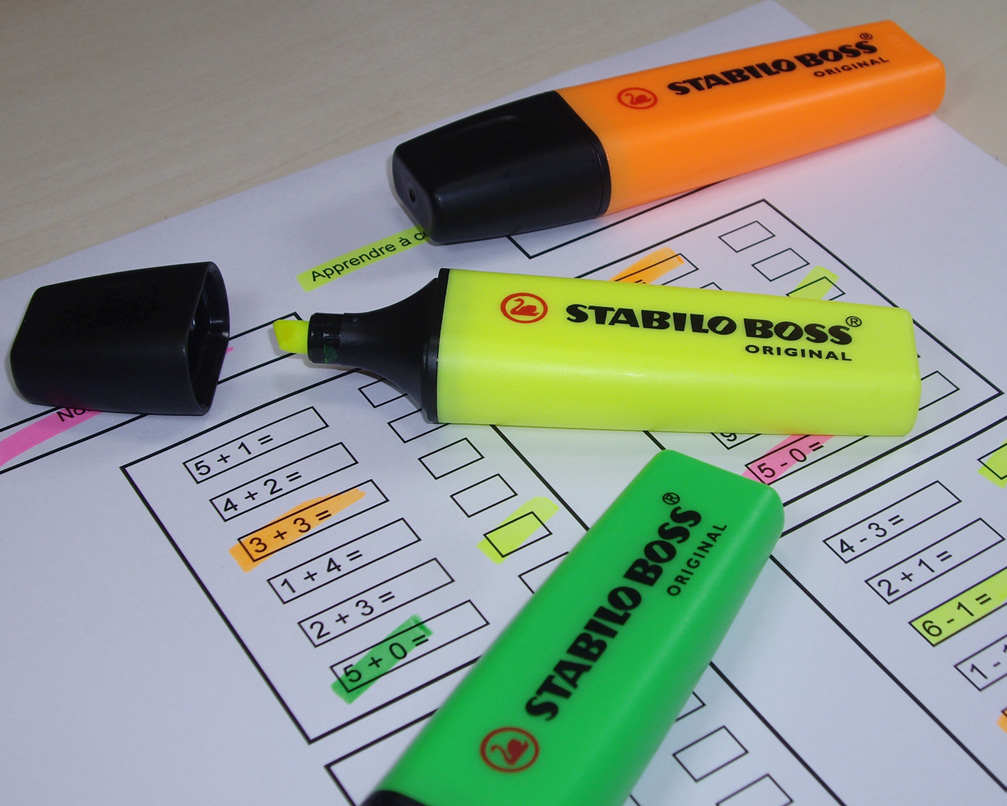
Surligneurs de différentes couleurs, pour des opérations francophones.

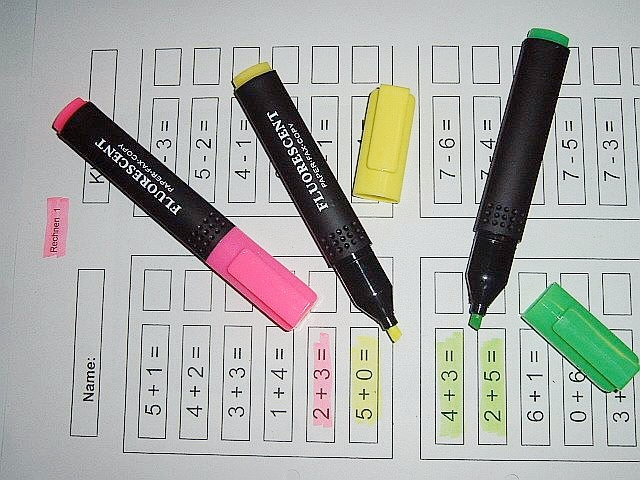
Surligneurs de différentes couleurs, pour des opérations germanophones.

Un surligneur est un stylo-feutre posant sur le papier une encre fluorescente sans pour autant masquer le texte lui-même.
Un des principaux fabricants de surligneurs est Stabilo ; ainsi, dans le langage courant, certaines personnes emploient le terme « stabilo » pour désigner le surligneur et emploient même le verbe « stabiloter » ou « stabilobosser », pour exprimer l'action de surligner.
Un autre terme courant est celui de « fluo » (abréviation de « fluorescent » pour désigner l'encre), qui donne le néologisme « fluoter », utilisé couramment.
En informatique, certains logiciels de traitement de texte offrent la possibilité de simuler le surlignage de mots.